# Siphanta compacta
Siphanta compacta är en insektsart som beskrevs av Fletcher 1985. Siphanta compacta ingår i släktet Siphanta och familjen Flatidae. Inga underarter finns listade i Catalogue of Life.